# Катастрофа ATR 72 в Покхаре
Катастрофа ATR 72 в Покхаре — крупная авиационная катастрофа, произошедшая 15 января 2023 года рядом с аэропортом Покхара в Непале. Авиалайнер ATR 72-500 авиакомпании Yeti Airlines выполнял внутренний пассажирский рейс NYT691 по маршруту Катманду—Покхара, но при заходе на посадку внезапно опрокинулся через крыло и рухнул на берег реки. Погибли все находившиеся на его борту 72 человека, 68 пассажиров и 4 члена экипажа.

## Самолёт
ATR 72-500 (регистрационный номер 9N-ANC, серийный 754) принадлежал авиакомпании Yeti Airlines. Первый полёт совершил в 2007 году. Был оснащён двумя турбовинтовыми двигателями Pratt & Whitney Canada PW127F.

## Экипаж и пассажиры
- Командир воздушного судна (КВС) — Камаль КК (англ. Kamal KC).
- Второй пилот — 44-летняя Анджу Хативада (англ. Anju Khatiwada). Работала в авиакомпании свыше 15 лет. Её муж погиб в авиакатастрофе в 2006 году[2].

| Гражданство      | Пассажиры | Экипаж | Всего |
| ---------------- | --------- | ------ | ----- |
| Непал            | 53        | 4      | 57    |
| Индия            | 5         | 0      | 5     |
| Россия           | 4         | 0      | 4     |
| Республика Корея | 2         | 0      | 2     |
| Австралия        | 1         | 0      | 1     |
| Аргентина        | 1         | 0      | 1     |
| Ирландия         | 1         | 0      | 1     |
| Франция          | 1         | 0      | 1     |
| Всего            | 68        | 4      | 72    |

## Хронология событий
Рейс NYT691 вылетел из Катманду в 10:33 утра по местному времени. При заходе на посадку в международный аэропорт Покхара самолёт накренился и рухнул на берег реки Сети Гандаки. Момент катастрофы был снят из салона самолета и с земли. На видео с земли было видно, как лайнер резко накренился и упал. В другом видео из самолета видно, что произошло резкое падение, после воздушное судно взорвалось. После крушения самолёт загорелся.
Изначально несколько человек смогли пережить момент происшествия, но погибли под горящими обломками. Спасатели достали двух выживших и доставили их в местную больницу, но меньше чем через час они скончались. Всего погибли 72 человека. Это крупнейшая авиакатастрофа в истории ATR 72.

## Реакция
После катастрофы аэропорт был закрыт. Правительство Непала созвало экстренное заседание кабинета министров. Это третья по величине авиакатастрофа в истории Непала (после катастроф A300 (167 погибших) и A310 (113 погибших) под Катманду) и крупнейшая катастрофа самолёта ATR 72.
День 16 января в Непале был объявлен днём траура. Авиакомпания Yeti Airlines в знак траура отменила все регулярные рейсы, запланированные на 16 января.

## Расследование
Создана комиссия для расследования причин катастрофы. В неё вошли пять представителей военной и авиационной сфер Непала. 16 января был восстановлен бортовой самописец.
15 февраля был опубликован предварительный отчет расследования. Из него стало ясно, что КВС после отключения автопилота попросил второго пилота перевести закрылки в положении 30, но вместо этого были зафлюгированы винты, после чего самолет упал. Данная катастрофа схожа по некоторым обстоятельствам с катастрофой EMB 120 под Брансуиком, возможно, у них одни и те же причины.